# George Enescu nemzetközi repülőtér
A George Enescu nemzetközi repülőtér (IATA: BCM, ICAO: LRBC) Románia egyik nemzetközi repülőtere, amely Bákó közelében található. Éves utasforgalma 556 327 fő (2022).

## Légitársaságok és úticélok
| Légitársaság | Célállomások                                                    |
| ------------ | --------------------------------------------------------------- |
| Blue Air     | Bergamo, Brüsszel, Dublin, London–Luton, Rome–Fiumicino, Torino |

## Futópályák
A repülőtér futópályái:
- 16/34 (2500 m, 45 m, beton)

## Forgalom
Az utasforgalom az elmúlt években az alábbi módon változott:
| Utasok száma | 116 492 | 240 735 | 336 961 | 307 488 | 364 492 | 414 676 | 447 531 | 379 947 | 556 327 | 559 644 |
|              | 2008    | 2010    | 2011    | 2013    | 2015    | 2016    | 2018    | 2021    | 2022    | 2024    |